# Balkanski non-paper (2021)
Balkanska non-paperja sta bila dva dokumenta neznanega izvora, ki sta v javnost prišla leta 2021 in sta vsebovala predloge za preoblikovanje meja na Zahodnem Balkanu. Prvi non-paper je pozival k »mirni razpustitvi« Bosne in Hercegovine s priključitvijo delov Republike Srbske in delov Hercegovine med Veliko Srbijo in Veliko Hrvaško, pri čemer je v osrednji in zahodni Bosni ostala majhna bošnjaška država, kot tudi združitev Albanije in Kosova. Zgodbo o prvem non-paperju je bosanski spletni portal politicki.ba prvič objavil 12. aprila 2021. Obstoj prvega non-paperja je bil sprva nepojasnjen, albanski premier Edi Rama pa je bil eden redkih, ki so trdili, da so ga videli. Slovenska spletna stran Necenzurirano.si je domnevni non-paper objavila 15. aprila 2021.
Načrte in ideje prvega non-paperja so močno kritizirali in se nanje odzvali številni politični voditelji iz Bosne in Hercegovine, Srbije, Hrvaške, Črne gore, Slovenije, Severne Makedonije, pa tudi politiki iz Evropske unije in Rusije. Drugi non-paper, ki se je aprila 2021 prvič pojavil v kosovskih medijih v albanskem jeziku, je predlagal, da Srbija prizna neodvisnost Kosova do februarja 2022 in da se večinsko srbskemu severu Kosova dodeli avtonomija v zameno za priznanje Srbije.

## Odzivi
Član predsedstva BiH Željko Komšić je glede non-paperja dejal, da je »vse že zrežirano in samo bog ve, kakšen bo rezultat«. Drugi član bosanskega predsedstva Šefik Džaferović je predsedniku Evropskega sveta Charlesu Michelu poslal pismo, v katerem je izrazil svojo zaskrbljenost. Po novici o dokumentu je slovenski premier Janez Janša v telefonskem pogovoru z Džaferovićem izjavil, da non-paper glede sprememb meja na Zahodnem Balkanune obstaja in da podpira teritorialno celovitost Bosne in Hercegovine. Predsedujoči Svetu ministrov BiH Zoran Tegeltija je dejal, da ni »človek hujskaške retorike« in da se ne bo ukvarjal z izmišljenimi dokumenti.
Evropska poslanka iz Slovenije Tanja Fajon je ocenila, da so »ideje na non-paperju nevarne, probleme je treba reševati z dialogom«. Slovenski predsednik Borut Pahor je dejal, da zavrača nevarne ideje o spreminjanju meja na Balkanu in da o obstoju non-paperja ni bil seznanjen. Obstoj non-paperja je zanikal tudi slovenski zunanji minister Anže Logar.
Hrvaški premier Andrej Plenković je dejal, da je non-paper prebral na spletnem portalu, Hrvaška pa ga ni prejela. Ruski minister za zunanje zadeve Sergej Lavrov je izjavil, da je dokument »nevarna igra in da se Bruselj drugače odziva, ko je vpletena Rusija«. Srbski predsednik Aleksandar Vučić je dejal le, da »Srbija lahko samo pomaga Bosni in Hercegovini« in da se »ne vmešava v notranje zadeve države«. Črnogorski predsednik Milo Đukanović je podal svoj pogled na non-paper in dejal, da je »nevarna stvar, podal ga je nekdo, ki želi čimprejšnjo vojno«.
Euractiv se je na non-paper odzval z besedami, da »je kot Rorschachov test, vsak vidi v njem, kar hoče«. Podpredsednik Evropske komisije ter visoki predstavnik EU za zunanje zadeve in varnostno politiko Josep Borrell je dejal, da ni »nikoli prejel non-paperja«, je pa slišal zanj. Makedonski predsednik Stevo Pendarovski je dejal, da »vsaka sprememba meja na Balkanu vodi v prelivanje krvi«. 
Steffen Seibert, tiskovni predstavnik tedanje nemške kanclerke Angele Merkel, je izjavil, da so »zgodbe o spreminjanju meja na Zahodnem Balkanu zelo nevarne«.
Slovenska vlada je 11. junija 2021 umaknila tajnost s prejšnjega non-paperja na temo Bosne in Hercegovine, ki ga je nekdanji slovenski predsednik Milan Kučan zaupno pripravil leta 2011 za takratnega predsednika vlade Boruta Pahorja. Objavljeni dokument sicer naj ne bi bil dotični non-paper. Milan Kučan je dejal, da je vlada tajnost umaknila, da bi preusmerila pozornost od teženj premierja Janeza Janše po spreminjanju meja na Balkanu.
Junija 2021 je visoki predstavnik za Bosno in Hercegovino Valentino Inzko dejal, da je dotični non-paper prvič videl leta 2018 in da ga je po njegovi vednosti napisal član ameriške tajne službe CIA Steven Meyer.
Julija 2021 je Evropski svet zavrnil dostop do dokumenta, ki ga je imel in bi naj bil sporni non-paper. Zavrnitev se argumentirali z občutljivostjo tematike, ki bi lahko vplivala na zunanjepolitične odnose Evropske unije. Evropski svet je septembra 2021 še sporočil, da med njegovimi člani domnevni non-paper ni krožil in se o njem tudi ni razpravljalo.